# Eurema nigrocincta
Eurema nigrocincta är en fjärilsart som beskrevs av Paul Dognin 1889. Eurema nigrocincta ingår i släktet Eurema och familjen vitfjärilar. Inga underarter finns listade i Catalogue of Life.